# Волфсег (Горњи Палатинат)
Волфсег (њем. Wolfsegg) град је у њемачкој савезној држави Баварска. Једно је од 41 општинског средишта округа Регенсбург. Према процјени из 2010. у граду је живјело 1.494 становника. Посједује регионалну шифру (AGS) 9375211.

## Географски и демографски подаци
Волфсег се налази у савезној држави Баварска у округу Регенсбург. Град се налази на надморској висини од 370–420 метара. Површина општине износи 7,5 km². У самом граду је, према процјени из 2010. године, живјело 1.494 становника. Просјечна густина становништва износи 200 становника/km².

## Међународна сарадња
| Мјесто             | Држава    | Врста сарадње | Од    |
| ------------------ | --------- | ------------- | ----- |
| Подсреда           | Словенија | контакт       | 2000. |
| Волфсег ам Хаусрук | Аустрија  | контакт       | 2000. |
| Извор              |           |               |       |